# Dammartin-en-Serve
Dammartin-en-Serve – miejscowość i gmina we Francji, w regionie Île-de-France, w departamencie Yvelines.
Według danych na rok 1990 gminę zamieszkiwało 708 osób, a gęstość zaludnienia wynosiła 51 osób/km² (wśród 1287 gmin regionu Île-de-France Dammartin-en-Serve plasuje się na 714. miejscu pod względem liczby ludności, natomiast pod względem powierzchni na miejscu 198.).